# Leicester City Football Club 2020-2021
Questa voce raccoglie le informazioni riguardanti il Leicester City Football Club nelle competizioni ufficiali della stagione 2020-2021.

## Stagione
La stagione 2020-21 è la centosedicesima nella storia del club e la sua cinquantatreesima stagione nella massima divisione. Questa stagione ha visto il Leicester City partecipare alla Premier League per la settima stagione consecutiva, alla FA Cup e alla League Cup in ambito nazionale; all'Europa League in ambito europeo.
Il 20 agosto 2020 viene presentato il calendario della Premier League 2020-2021 che vede il Leicester City fare il proprio debutto in trasferta contro il West Bromwich.
Il cammino europeo in Europa League termina ai sedicesimi di finale contro lo Slavia Praga, dopo che nella fase a gironi aveva chiuso in testa al Girone G davanti a Braga, Zorja e AEK Atene.
In League Cup la squadra viene eliminata al terzo turno dall'Arsenal, perdendo 2-0 in casa.
In FA Cup, invece, il cammino è trionfale: dopo aver vinto 4-0 in trasferta nel terzo turno contro lo Stoke City, 3-1 nel quarto turno sul campo del Brentford, nella fase ad eliminazione diretta riesce a superare in casa 1-0 il Brighton, 3-1 il Manchester Utd e 1-0 il Southampton. Il 15 maggio 2021, nella finale del Wembley Stadium di Londra, le Foxes si trovano di fronte il Chelsea e vince 1-0 grazie ad una rete al 63' di Youri Tielemans, vincendo il titolo per la prima volta nella storia del club.
Il 23 maggio 2021, dopo essere stato lungamente al 3º posto, con due sconfitte nelle ultime due giornata, contro Chelsea e Tottenham, termina ancora una volta al 5º posto in Premier League, guadagnandosi l'accesso diretto alla fase a gironi dell'Europa League 2020-2021.

## Maglie e sponsor
Lo sponsor tecnico, dalla stagione 2020-2021 è Adidas. Lo sponsor ufficiale che compare sulle divise dal 2010 è King Power; anche per questa stagione Bia Saigon, società controllata dalla ThaiBev, multinazionale thailandese nel campo delle bevande, è Sleeve Sponsor per tutte le divise. Per le partite di campionato della stagione 2020-2021 lo sponsor che compare sulle maglie è lo slogan THAILAND Smiles with you, nato dalla partnership tra Leicester City, lo sponsor King Power e l'Autorità per il Turismo della Thailandia; questa collaborazione mira al rilancio del turismo nel paese asiatico dopo la crisi dovuta al COVID-19.. Nelle altre competizioni, FA Cup, League Cup ed Europa League, lo sponsor resta King Power.
| Casa | Trasferta | Third |

## Organigramma societario
Dal sito Internet ufficiale della società.
Area direttiva
- Presidente:Aiyawatt Srivaddhanaprabha
- Vice presidente: Apichet Srivaddhanaprabha
- Vice presidente: Liu Shilai
- Amministratore delegato: Susan Whelan
- Direttore finanziario: Simon Capper
- Consulente generale: Matthew Phillips

Area organizzativa
- Direttore area sportiva: Jon Rudkin
- Direttore operativo area sportiva: Andrew Neville
- Direttore proprietà ed infrastrutture: Mags Mernagh
- Direttore operativo e resp. sicurezza: Kevin Barclay

Area comunicazione
- Direttore comunicazione: Anthony Herlihy

Area marketing
- Direttore commerciale: Dan Barnett
- Direttore strategia commerciale: Nick Oakley

Area tecnica
- Allenatore: Brendan Rodgers
- Viceallenatore: Chris Davies
- Collaboratore Tecnico: Kolo Touré
- Assistente Tecnico: Glen Driscoll
- Allenatore dei portieri: Mike Stowell
- Assistente Tattico: Adam Sadler
- Magazziniere: Paul McAndrew
- Rapporti con la squadra: Jon Sanders
- Capo osservatori Prima Squadra: Lee Congerton
- Capo osservatori: David Mills

Area sanitaria
- Capo fisioterapista: Dave Rennie
- Fisioterapista: Simon Murphy
- Medico sociale: Ian Patchett
- Massaggiatore: Gary Silk
- Massaggiatore: Reuben Walker
- Osservatore scientifico: Matt Reeves
- Preparatore atletico: Tom Joel
- Preparatore atletico: Mitch Willis
- Capo Analista: Andy Blake
- Analista prep. atl. e performance: Matthew Edge

## Rosa
Rosa aggiornata al 26 febbraio 2021..
| N. |                             | Ruolo | Calciatore            |
| -- | --------------------------- | ----- | --------------------- |
| 1  | Danimarca (bandiera)        | P     | Kasper Schmeichel     |
| 2  | Inghilterra (bandiera)      | D     | James Justin          |
| 3  | Francia (bandiera)          | D     | Wesley Fofana         |
| 4  | Turchia (bandiera)          | D     | Çağlar Söyüncü        |
| 5  | Giamaica (bandiera)         | D     | Wes Morgan (capitano) |
| 6  | Irlanda del Nord (bandiera) | D     | Jonny Evans           |
| 7  | Inghilterra (bandiera)      | C     | Demarai Gray          |
| 8  | Belgio (bandiera)           | C     | Youri Tielemans       |
| 9  | Inghilterra (bandiera)      | A     | Jamie Vardy           |
| 10 | Inghilterra (bandiera)      | C     | James Maddison        |
| 11 | Inghilterra (bandiera)      | C     | Marc Albrighton       |
| 12 | Galles (bandiera)           | P     | Danny Ward            |
| 13 | Algeria (bandiera)          | A     | Islam Slimani         |
| 14 | Nigeria (bandiera)          | A     | Kelechi Iheanacho     |
| 15 | Inghilterra (bandiera)      | C     | Harvey Barnes         |
| 16 | Croazia (bandiera)          | D     | Filip Benković        |
| 17 | Spagna (bandiera)           | A     | Ayoze Pérez Gutiérrez |

| N. |                        | Ruolo | Calciatore            |
| -- | ---------------------- | ----- | --------------------- |
| 18 | Ghana (bandiera)       | C     | Daniel Amartey        |
| 19 | Turchia (bandiera)     | A     | Cengiz Ünder          |
| 20 | Inghilterra (bandiera) | C     | Hamza Choudhury       |
| 21 | Portogallo (bandiera)  | D     | Ricardo Pereira       |
| 22 | Inghilterra (bandiera) | C     | Matty James           |
| 23 | Portogallo (bandiera)  | C     | Adrien Silva          |
| 24 | Francia (bandiera)     | C     | Nampalys Mendy        |
| 25 | Nigeria (bandiera)     | C     | Wilfred Ndidi         |
| 26 | Belgio (bandiera)      | C     | Dennis Praet          |
| 27 | Belgio (bandiera)      | D     | Timothy Castagne      |
| 28 | Austria (bandiera)     | D     | Christian Fuchs       |
| 31 | Algeria (bandiera)     | C     | Rachid Ghezzal        |
| 32 | Inghilterra (bandiera) | C     | Kiernan Dewsbury-Hall |
| 33 | Inghilterra (bandiera) | D     | Luke Thomas           |
| 35 | Svizzera (bandiera)    | P     | Eldin Jakupović       |
| 49 | Inghilterra (bandiera) | D     | Vontae Daley-Campbell |
| 50 | Portogallo (bandiera)  | C     | Sidnei Tavares        |

## Calciomercato

### Sessione estiva(dal 27/7 al 5/10)
| Acquisti | Acquisti                 | Acquisti          | Acquisti                                 |
| R.       | Nome                     | da                | Modalità                                 |
| -------- | ------------------------ | ----------------- | ---------------------------------------- |
| P        | Daniel Iversen           | Sparta Rotterdam  | fine prestito                            |
| D        | Filip Benković           | Bristol City      | fine prestito                            |
| D        | Timothy Castagne         | Atalanta          | definitivo (21 mln £)                    |
| D        | Wesley Fofana            | Saint-Étienne     | definitivo (30 mln £)                    |
| D        | Mitch Clark              | Port Vale         | fine prestito                            |
| C        | Zach Booth               | Real Salt Lake    | definitivo                               |
| C        | Kiernan Dewsbury-Hall    | Blackpool         | fine prestito                            |
| C        | Fousseni Diabaté         | Amiens            | fine prestito                            |
| C        | Rachid Ghezzal           | Fiorentina        | fine prestito                            |
| C        | Andy King                | Huddersfield Town | fine prestito                            |
| C        | Josh Knight              | Peterborough Utd  | fine prestito                            |
| C        | Admiral Muskwe           | Swindon Town      | fine prestito                            |
| C        | Adrien Silva             | Monaco            | fine prestito                            |
| C        | Islam Slimani            | Monaco            | fine prestito                            |
| C        | Thanawat Suengchitthawon | Nancy             | svincolato                               |
| C        | George Thomas            | ADO Den Haag      | fine prestito                            |
| A        | Ryan Loft                | Carlisle Utd      | fine prestito                            |
| A        | Cengiz Ünder             | Roma              | prestito oneroso con diritto di riscatto |

| Cessioni | Cessioni         | Cessioni       | Cessioni                    |
| R.       | Nome             | a              | Modalità                    |
| -------- | ---------------- | -------------- | --------------------------- |
| P        | Rhys Davies      |                | svincolato                  |
| P        | Daniel Iversen   | OH Lovanio     | prestito                    |
| P        | Viktor Johansson | Rotherham Utd  | svincolato                  |
| D        | Calvin Bassey    | Rangers        | definitivo                  |
| D        | Ryan Bennett     | Wolverhampton  | fine prestito               |
| D        | Faiq Bolkiah     |                | svincolato                  |
| D        | Ben Chilwell     | Chelsea        | definitivo (50,2 milioni €) |
| D        | Ed Elewa-Ikpakwu |                | svincolato                  |
| D        | Darnell Johnson  | Wigan          | prestito                    |
| D        | Justen Kranthove |                | svincolato                  |
| C        | Fousseni Diabaté | Trabzonspor    | definitivo                  |
| C        | Bartosz Kapustka | Legia Varsavia | definitivo                  |
| C        | Andy King        |                | svincolato                  |
| C        | Josh Knight      | Wycombe        | prestito                    |
| C        | Liam Loughlan    | Salford City   | definitivo                  |
| C        | Adrien Silva     | Sampdoria      | definitivo                  |
| C        | Conor Tee        |                | svincolato                  |
| A        | Josh Eppiah      | OH Lovanio     | prestito                    |
| A        | George Hirst     | Rotherham Utd  | prestito                    |
| A        | Ryan Loft        | Scunthorpe Utd | svincolato                  |
| A        | George Thomas    | QPR            | svincolato                  |
| A        | Rachid Ghezzal   | Beşiktaş       | prestito                    |

### Sessione domestica(dal 5/10 al 16/10)
| Acquisti | Acquisti | Acquisti | Acquisti |
| R.       | Nome     | da       | Modalità |
| -------- | -------- | -------- | -------- |

| Cessioni | Cessioni              | Cessioni      | Cessioni |
| R.       | Nome                  | a             | Modalità |
| -------- | --------------------- | ------------- | -------- |
| D        | Filip Benković        | Cardiff City  | prestito |
| D        | Mitch Clark           | Port Vale     | prestito |
| D        | Sam Hughes            | Burton Albion | prestito |
| C        | Kiernan Dewsbury-Hall | Luton Town    | prestito |
| C        | Matty James           | Barnsley      | prestito |

### Operazioni esterne(dal 17/10 al 3/1)
| Acquisti | Acquisti       | Acquisti   | Acquisti   |
| R.       | Nome           | da         | Modalità   |
| -------- | -------------- | ---------- | ---------- |
| A        | Jacob Wakeling | Alvechurch | definitivo |

| Cessioni | Cessioni | Cessioni | Cessioni |
| R.       | Nome     | a        | Modalità |
| -------- | -------- | -------- | -------- |

### Sessione invernale(dal 4/1 all'1/2)
| Acquisti | Acquisti        | Acquisti     | Acquisti      |
| R.       | Nome            | da           | Modalità      |
| -------- | --------------- | ------------ | ------------- |
| P        | Daniel Iversen  | OH Lovanio   | fine prestito |
| D        | Filip Benković  | Cardiff City | fine prestito |
| D        | Darnell Johnson | Wigan        | fine prestito |
| C        | Matty James     | Barnsley     | fine prestito |
| C        | Josh Knight     | Wycombe      | fine prestito |

| Cessioni | Cessioni        | Cessioni         | Cessioni   |
| R.       | Nome            | a                | Modalità   |
| -------- | --------------- | ---------------- | ---------- |
| P        | Daniel Iversen  | Preston N.E.     | prestito   |
| D        | Filip Benković  | OH Lovanio       | prestito   |
| D        | Darnell Johnson | AFC Wimbledon    | prestito   |
| C        | Matty James     | Coventry City    | prestito   |
| C        | Admiral Muskwe  | Wycombe          | prestito   |
| C        | Demarai Gray    | Bayer Leverkusen | definitivo |
| C        | Callum Wright   | Cheltenham Town  | prestito   |
| A        | Islam Slimani   | Olympique Lione  | definitivo |

## Risultati

### Premier League

#### Girone di andata
| Arbitro: | Taylor (Cheshire) |

|  |           |                                           |
|  | Marcatori | 56’ Castagne 74’ (rig.), 84’ (rig.) Vardy |

| Arbitro: | Mason (Bolton) |

|                                                    |           |                    |
| Barnes 20’ Pieters 50’ (aut.) Justin 61’ Praet 79’ | Marcatori | 10’ Wood 73’ Dunne |

| Arbitro: | Oliver (Northumberland) |

|                   |           |                                                                   |
| Mahrez 4’ Aké 84’ | Marcatori | 37’ (rig.) 53’ 58’ (rig.) Vardy 77’ Maddison 88’ (rig.) Tielemans |

| Arbitro: | Madley (West Yorkshire) |

|  |           |                                   |
|  | Marcatori | 14’ Antonio 34’ Fornals 83’ Bowen |

| Arbitro: | Moss (West Yorkshire) |

|  |           |               |
|  | Marcatori | 90+1’ Barkley |

| Arbitro: | Pawson (Sheffield) |

|  |           |           |
|  | Marcatori | 80’ Vardy |

| Arbitro: | Marriner (West Midlands) |

|            |           |                                                 |
| 48’ Dallas | Marcatori | 2’ Barnes 21’, 90+1’ (rig.) Tielemans 76’ Vardy |

| Arbitro: | Taylor (Cheshire) |

|                  |           |  |
| Vardy 15’ (rig.) | Marcatori |  |

| Arbitro: | Kavanagh (Lancashire) |

|                                       |           |  |
| Evans 21’ (aut.) Jota 41’ Firmino 86’ | Marcatori |  |

| Arbitro: | Hooper (Swindon) |

|            |           |                                  |
| Barnes 86’ | Marcatori | 30’ Lookman 38’ (rig.) Cavaleiro |

| Arbitro: | Attwell (Warwickshire) |

|              |           |                     |
| McBurnie 26’ | Marcatori | 24’ Pérez 90’ Vardy |

| Arbitro: | Atkinson (West Yorkshire) |

|                             |           |  |
| Maddison 27’, 44’ Vardy 41’ | Marcatori |  |

| Arbitro: | Mason (Greater Manchester) |

|  |           |                             |
|  | Marcatori | 21’ Richarlison 72’ Holgate |

| Arbitro: | Pawson (Sheffield) |

|  |           |                                            |
|  | Marcatori | 45+4’ (rig.) Vardy 59’ (aut.) Alderweireld |

| Arbitro: | Dean (Wirral) |

|                                |           |                            |
| Barnes 31’ Tuanzebe 85’ (aut.) | Marcatori | 23’ Rashford 79’ Fernandes |

| Arbitro: | Scott (Oxfordshire) |

|          |           |            |
| Zaha 58’ | Marcatori | 83’ Barnes |

| Arbitro: | Jones (Merseyside) |

|             |           |                            |
| Carroll 82’ | Marcatori | 55’ Maddison 72’ Tielemans |

| Arbitro: | Pawson (Sheffield) |

|                       |           |  |
| Ndidi 6’ Maddison 41’ | Marcatori |  |

| Arbitro: | Attwell (Nuneaton) |

|                           |           |  |
| Maddison 37’ Barnes 90+5’ | Marcatori |  |

#### Girone di ritorno
| Arbitro: | Dean (Wirral) |

|               |           |               |
| Rodríguez 30’ | Marcatori | 67’ Tielemans |

| Arbitro: | Kavanagh (Lancashire) |

|            |           |                                     |
| Barnes 13’ | Marcatori | 15’ Dallas 70’ Bamford 84’ Harrison |

| Arbitro: | Jones (Merseyside) |

|  |           |                          |
|  | Marcatori | 17’ Iheanacho 44’ Justin |

| Wolverhampton 7 febbraio 2021, ore 14:00 WET 23ª giornata | Wolverhampton             | 0 – 0 referto | Leicester City | Molineux Stadium (0 spett.)\| Arbitro: \| Atkinson (West Yorkshire) \| |
| Arbitro:                                                  | Atkinson (West Yorkshire) |               |                |                                                                        |

| Arbitro: | Taylor (Cheshire) |

|                                   |           |           |
| Maddison 78’ Vardy 81’ Barnes 85’ | Marcatori | 67’ Salah |

| Arbitro: | Oliver (Northumberland) |

|            |           |                         |
| Traoré 48’ | Marcatori | 19’ Maddison 23’ Barnes |

| Arbitro: | Tierney (Lancashire) |

|              |           |                                          |
| Tielemans 9’ | Marcatori | 39’ Luiz 45+2’ (rig.) Lacazette 53’ Pépé |

| Arbitro: | Oliver (Northumberland) |

|             |           |                           |
| Lallana 10’ | Marcatori | 62’ Iheanacho 87’ Amartey |

| Arbitro: | Bankes (Merseyside) |

|                                                     |           |  |
| Iheanacho 39’, 69’, 78’ Pérez 64’ Ampadu 80’ (aut.) | Marcatori |  |

| Arbitro: | Madley (West Yorkshire) |

|          |           |               |
| Vydra 4’ | Marcatori | 34’ Iheanacho |

| Arbitro: | Tierney (Lancashire) |

|  |           |                     |
|  | Marcatori | 59’ Mendy 74’ Jesus |

| Arbitro: | Dean (Wirral) |

|                            |           |                      |
| Lingard 29’, 44’ Bowen 48’ | Marcatori | 70’, 90+1’ Iheanacho |

| Arbitro: | Madley (Wakefield) |

|                                   |           |  |
| Vardy 23’ Evans 26’ Iheanacho 36’ | Marcatori |  |

| Arbitro: | Scott (Oxfordshire) |

|                            |           |          |
| Castagne 50’ Iheanacho 80’ | Marcatori | 12’ Zaha |

| Arbitro: | Jones (Merseyside) |

|                        |           |           |
| Ward-Prowse 61’ (rig.) | Marcatori | 68’ Evans |

| Arbitro: | England (South Yorkshire) |

|                              |           |                                         |
| Albrighton 80’ Iheanacho 87’ | Marcatori | 22’ Willock 34’ Dummett 64’, 73’ Wilson |

| Arbitro: | Pawson (Sheffield) |

|               |           |                        |
| Greenwood 15’ | Marcatori | 10’ Thomas 66’ Söyüncü |

| Arbitro: | Dean (Wirral) |

|                                 |           |               |
| Rudiger 47’ Jorginho 66’ (rig.) | Marcatori | 76’ Iheanacho |

| Arbitro: | Taylor (Cheshire) |

|                              |           |                                                |
| Vardy 18’ (rig.), 52’ (rig.) | Marcatori | 41’ Kane 76’ (aut.) Schmeichel 87’, 90+6’ Bale |

### FA Cup

#### Turni eliminatori
| Arbitro: | Harrington (Cleveland) |

|  |           |                                                |
|  | Marcatori | 34’ Justin 59’ Albrighton 79’ Pérez 81’ Barnes |

| Arbitro: | Oliver (Northumberland) |

|             |           |                                             |
| Sørensen 6’ | Marcatori | 46’ Ünder 51’ (rig.) Tielemans 71’ Maddison |

#### Fase finale
| Arbitro: | Dean (Wirral) |

|                 |           |  |
| Iheanacho 90+4’ | Marcatori |  |

| Arbitro: | Pawson (Sheffield) |

|                                  |           |               |
| Iheanacho 24’, 78’ Tielemans 54’ | Marcatori | 38’ Greenwood |

| Arbitro: | Kavanagh (Lancashire) |

|               |           |  |
| Iheanacho 55’ | Marcatori |  |

| Arbitro: | Oliver (Northumberland) |

|  |           |               |
|  | Marcatori | 63’ Tielemans |

### League Cup

#### Turni eliminatori
| Arbitro: | Bankes (Merseyside) |

|  |           |                              |
|  | Marcatori | 57’ (aut.) Fuchs 90’ Nketiah |

### UEFA Europa League

#### Fase a gironi
| Arbitro: | Frappart |

|                                       |           |  |
| Maddison 29’ Barnes 45’ Iheanacho 67’ | Marcatori |  |

| Arbitro: | Lechner |

|              |           |                                |
| Tanković 49’ | Marcatori | 18’ (rig.) Vardy 39’ Choudhury |

| Arbitro: | Nujhuis |

|                                           |           |  |
| Iheanacho 21’, 48’ Praet 67’ Maddison 78’ | Marcatori |  |

| Arbitro: | Orsato |

|                                            |           |                                  |
| Elmusrati 4’ Paulinho 24’ Fransérgio 90+1’ | Marcatori | 9’ Barnes 79’ Thomas 90+5’ Vardy |

| Arbitro: | Eskås |

|                  |           |  |
| Sayyadmanesh 84’ | Marcatori |  |

| Arbitro: | Visser |

|                      |           |  |
| Ünder 12’ Barnes 14’ | Marcatori |  |

#### Fase a eliminazione diretta
| Praga 18 febbraio 2021, ore 18:55 CET Sedicesimi di finale - Andata | Slavia Praga | 0 – 0 referto | Leicester City | Eden Aréna (0 spett.)\| Arbitro: \| Guida \| |
| Arbitro:                                                            | Guida        |               |                |                                              |

| Arbitro: | Gözübüyük |

|  |           |                     |
|  | Marcatori | 49’ Provod 79’ Sima |

## Statistiche

### Statistiche di squadra
Statistiche aggiornate al 23 maggio 2021.
| Competizione   | Punti | In casa | In casa | In casa | In casa | In casa | In casa | In trasferta | In trasferta | In trasferta | In trasferta | In trasferta | In trasferta | Totale | Totale | Totale | Totale | Totale | Totale | DR  |
| Competizione   | Punti | G       | V       | N       | P       | Gf      | Gs      | G            | V            | N            | P            | Gf           | Gs           | G      | V      | N      | P      | Gf     | Gs     | DR  |
| -------------- | ----- | ------- | ------- | ------- | ------- | ------- | ------- | ------------ | ------------ | ------------ | ------------ | ------------ | ------------ | ------ | ------ | ------ | ------ | ------ | ------ | --- |
| Premier League | 66    | 19      | 9       | 1       | 9       | 34      | 30      | 19           | 11           | 5            | 3            | 34           | 20           | 38     | 20     | 6      | 12     | 68     | 50     | +18 |
| FA Cup         | -     | 2       | 2       | 0       | 0       | 4       | 1       | 2            | 2            | 0            | 0            | 7            | 1            | 6      | 6      | 0      | 0      | 13     | 2      | +11 |
| Carabao Cup    | -     | 1       | 0       | 0       | 1       | 0       | 2       | 0            | 0            | 0            | 0            | 0            | 0            | 1      | 0      | 0      | 1      | 0      | 2      | -2  |
| Europa League  | 13    | 4       | 3       | 0       | 1       | 9       | 2       | 4            | 1            | 2            | 1            | 5            | 5            | 8      | 4      | 2      | 2      | 14     | 7      | +7  |
| Totale         | -     | 26      | 14      | 1       | 11      | 47      | 35      | 25           | 14           | 7            | 4            | 46           | 26           | 53     | 30     | 8      | 15     | 95     | 61     | +34 |

### Andamento in campionato
| Giornata  | 1 | 2 | 3 | 4 | 5 | 6 | 7 | 8 | 9 | 10 | 11 | 12 | 13 | 14 | 15 | 16 | 17 | 18 | 19 | 20 | 21 | 22 | 23 | 24 | 25 | 26 | 27 | 28 | 29 | 30 | 31 | 32 | 33 | 34 | 35 | 36 | 37 | 38 |
| --------- | - | - | - | - | - | - | - | - | - | -- | -- | -- | -- | -- | -- | -- | -- | -- | -- | -- | -- | -- | -- | -- | -- | -- | -- | -- | -- | -- | -- | -- | -- | -- | -- | -- | -- | -- |
| Luogo     | T | C | T | C | C | T | T | C | T | C  | T  | C  | C  | T  | C  | T  | T  | C  | C  | T  | C  | T  | T  | C  | T  | C  | T  | C  | T  | C  | T  | C  | C  | T  | C  | T  | T  | C  |
| Risultato | V | V | V | P | P | V | V | V | P | P  | V  | V  | P  | V  | N  | N  | V  | V  | V  | N  | P  | V  | N  | V  | V  | P  | V  | V  | N  | P  | P  | V  | V  | N  | P  | V  | P  | P  |
| Posizione | 1 | 2 | 1 | 3 | 4 | 4 | 2 | 1 | 4 | 4  | 4  | 3  | 4  | 2  | 3  | 3  | 3  | 4  | 3  | 3  | 4  | 3  | 3  | 2  | 2  | 3  | 3  | 3  | 3  | 3  | 3  | 3  | 3  | 3  | 4  | 3  | 5  | 5  |

Legenda:

Luogo: C = Casa; T = Trasferta. Risultato: V = Vittoria; N = Pareggio; P = Sconfitta.

### Statistiche dei giocatori
Sono in corsivo i calciatori che hanno lasciato la società a stagione in corso.
| Giocatore        | Premier League | Premier League | Premier League | Premier League | FA Cup   | FA Cup | FA Cup      | FA Cup     | EFL Cup  | EFL Cup | EFL Cup     | EFL Cup    | UEFA Europa League | UEFA Europa League | UEFA Europa League | UEFA Europa League | Totale   | Totale | Totale      | Totale     |
| Giocatore        | Presenze       | Reti           | Ammonizioni    | Espulsioni     | Presenze | Reti   | Ammonizioni | Espulsioni | Presenze | Reti    | Ammonizioni | Espulsioni | Presenze           | Reti               | Ammonizioni        | Espulsioni         | Presenze | Reti   | Ammonizioni | Espulsioni |
| ---------------- | -------------- | -------------- | -------------- | -------------- | -------- | ------ | ----------- | ---------- | -------- | ------- | ----------- | ---------- | ------------------ | ------------------ | ------------------ | ------------------ | -------- | ------ | ----------- | ---------- |
| K. Schmeichel    | 38             | -50            | 0              | 0              | 4        | -1     | 0           | 0          | -        | -       | -           | -          | 6                  | -6                 | 0                  | 0                  | 48       | -57    | 0           | 0          |
| J. Justin        | 23             | 2              | 4              | 0              | 2        | 1      | 0           | 0          | -        | -       | -           | -          | 6                  | 0                  | 0                  | 0                  | 31       | 3      | 4           | 0          |
| W. Fofana        | 28             | 0              | 7              | 0              | 4        | 0      | 2           | 0          | -        | -       | -           | -          | 6                  | 0                  | 1                  | 0                  | 38       | 0      | 10          | 0          |
| Ç. Söyüncü       | 23             | 1              | 2              | 0              | 6        | 0      | 1           | 0          | -        | -       | -           | -          | 3                  | 0                  | 1                  | 0                  | 32       | 1      | 4           | 0          |
| W. Morgan        | 3              | 0              | 0              | 0              | 1        | 0      | 0           | 0          | 1        | 0       | 0           | 0          | 5                  | 0                  | 0                  | 0                  | 10       | 0      | 0           | 0          |
| J. Evans         | 28             | 2              | 7              | 0              | 4        | 0      | 1           | 0          | -        | -       | -           | -          | 5                  | 0                  | 1                  | 0                  | 37       | 2      | 9           | 0          |
| D. Gray          | 1              | 0              | 0              | 0              | -        | -      | -           | -          | 1        | 0       | 0           | 0          | -                  | -                  | -                  | -                  | 2        | 0      | 0           | 0          |
| Y. Tielemans     | 38             | 6              | 6              | 0              | 6        | 3      | 1           | 0          | -        | -       | -           | -          | 7                  | 0                  | 2                  | 0                  | 51       | 9      | 9           | 0          |
| J. Vardy         | 34             | 15             | 1              | 0              | 4        | 0      | 0           | 0          | -        | -       | -           | -          | 4                  | 2                  | 0                  | 0                  | 42       | 17     | 1           | 0          |
| J. Maddison      | 31             | 8              | 4              | 0              | 4        | 1      | 0           | 0          | 1        | 0       | 0           | 0          | 6                  | 2                  | 0                  | 0                  | 42       | 11     | 4           | 0          |
| M. Albrighton    | 31             | 1              | 2              | 0              | 5        | 1      | 1           | 0          | 1        | 0       | 0           | 0          | 5                  | 0                  | 2                  | 0                  | 42       | 2      | 5           | 0          |
| D. Ward          | -              | -              | -              | -              | 2        | -1     | 0           | 0          | 1        | -2      | 0           | 0          | 2                  | -1                 | 0                  | 0                  | 5        | -4     | 0           | 0          |
| I. Slimani       | 1              | 0              | 0              | 0              | -        | -      | -           | -          | -        | -       | -           | -          | -                  | -                  | -                  | -                  | 1        | 0      | 0           | 0          |
| K. Iheanacho     | 25             | 12             | 1              | 0              | 6        | 4      | 0           | 0          | 1        | 0       | 0           | 0          | 7                  | 3                  | 3                  | 0                  | 39       | 19     | 4           | 0          |
| H. Barnes        | 25             | 9              | 0              | 0              | 2        | 1      | 0           | 0          | -        | -       | -           | -          | 8                  | 3                  | 1                  | 0                  | 35       | 13     | 1           | 0          |
| F. Benković      | -              | -              | -              | -              | -        | -      | -           | -          | -        | -       | -           | -          | -                  | -                  | -                  | -                  | -        | -      | -           | -          |
| A. Pérez         | 25             | 2              | 2              | 0              | 6        | 1      | 1           | 0          | 1        | 0       | 0           | 0          | 4                  | 0                  | 0                  | 0                  | 36       | 3      | 3           | 0          |
| D. Amartey       | 12             | 1              | 3              | 0              | 2        | 0      | 0           | 0          | 1        | 0       | 0           | 0          | 2                  | 0                  | 0                  | 0                  | 17       | 1      | 3           | 0          |
| C. Ünder         | 9              | 0              | 0              | 0              | 2        | 1      | 0           | 0          | -        | -       | -           | -          | 8                  | 1                  | 0                  | 0                  | 19       | 2      | 0           | 0          |
| H. Choudhury     | 10             | 0              | 1              | 0              | 3        | 0      | 0           | 0          | 1        | 0       | 0           | 0          | 8                  | 1                  | 0                  | 0                  | 22       | 1      | 1           | 0          |
| R. Pereira       | 15             | 0              | 3              | 0              | 2        | 0      | 0           | 0          | -        | -       | -           | -          | 2                  | 0                  | 1                  | 0                  | 19       | 0      | 4           | 0          |
| M. James         | -              | -              | -              | -              | -        | -      | -           | -          | -        | -       | -           | -          | -                  | -                  | -                  | -                  | -        | -      | -           | -          |
| A. Silva         | -              | -              | -              | -              | -        | -      | -           | -          | -        | -       | -           | -          | -                  | -                  | -                  | -                  | -        | -      | -           | -          |
| N. Mendy         | 23             | 0              | 5              | 0              | 2        | 0      | 0           | 0          | -        | -       | -           | -          | 4                  | 0                  | 1                  | 0                  | 29       | 0      | 6           | 0          |
| W. Ndidi         | 25             | 1              | 6              | 0              | 6        | 0      | 0           | 0          | -        | -       | -           | -          | 4                  | 0                  | 1                  | 0                  | 35       | 1      | 7           | 0          |
| D. Praet         | 14             | 1              | 0              | 0              | 2        | 0      | 0           | 0          | 1        | 0       | 0           | 0          | 6                  | 1                  | 0                  | 0                  | 23       | 2      | 0           | 0          |
| T. Castagne      | 27             | 2              | 1              | 0              | 5        | 0      | 0           | 0          | -        | -       | -           | -          | 2                  | 0                  | 0                  | 0                  | 34       | 2      | 1           | 0          |
| C. Fuchs         | 9              | 0              | 4              | 0              | 1        | 0      | 0           | 0          | 1        | 0       | 0           | 0          | 5                  | 0                  | 0                  | 0                  | 16       | 0      | 4           | 0          |
| R. Ghezzal       | -              | -              | -              | -              | -        | -      | -           | -          | -        | -       | -           | -          | -                  | -                  | -                  | -                  | -        | -      | -           | -          |
| K. Dewsbury-Hall | -              | -              | -              | -              | -        | -      | -           | -          | 1        | 0       | 0           | 0          | -                  | -                  | -                  | -                  | 1        | 0      | 0           | 0          |
| L. Thomas        | 14             | 1              | 2              | 0              | 3        | 0      | 0           | 0          | 1        | 0       | 0           | 0          | 7                  | 1                  | 1                  | 0                  | 25       | 2      | 3           | 0          |
| E. Jakupović     | -              | -              | -              | -              | -        | -      | -           | -          | -        | -       | -           | -          | -                  | -                  | -                  | -                  | -        | -      | -           | -          |
| V.D. Campbell    | -              | -              | -              | -              | 1        | 0      | 0           | 0          | -        | -       | -           | -          | -                  | -                  | -                  | -                  | 1        | 0      | 0           | 0          |
| S. Tavares       | 2              | 0              | 0              | 0              | -        | -      | -           | -          | -        | -       | -           | -          | 1                  | 0                  | 0                  | 0                  | 3        | 0      | 0           | 0          |
| T. Leshabela     | 1              | 0              | 0              | 0              | -        | -      | -           | -          | -        | -       | -           | -          | -                  | -                  | -                  | -                  | 1        | 0      | 0           | 0          |